# Ireneusz Michaś
Ireneusz Michaś (ur. 14 maja 1938 w Pabianicach, zm. 4 września 2023) – polski polityk, lekarz weterynarii, samorządowiec, senator III i IV kadencji.

## Życiorys
Syn Leona i Marcjanny. Ukończył w 1959 Technikum Weterynaryjne w Bydgoszczy, a w 1965 studia na Wydziale Weterynaryjnym Wyższej Szkoły Rolniczej w Lublinie. W 1977 uzyskał stopień naukowy doktora w Szkole Głównej Gospodarstwa Wiejskiego Warszawie. Pracował jako lekarz weterynarii m.in. w terenowych lecznicach weterynaryjnych. Od 1980 do 1990 był wojewódzkim lekarzem weterynarii w Ciechanowie. Później zatrudniony jako kierownik oddziału rejonowego wojewódzkiego zakładu weterynaryjnego.
W 1964 wstąpił do Polskiej Zjednoczonej Partii Robotniczej. W partii pełnił funkcje sekretarza komitetu gromadzkiego w Juchnowcu Dolnym (do 1972), członka (1972–1977), I sekretarza (1972–1974), II sekretarza (1974–1977) komitetu gminnego w Juchnowcu Dolnym, członka egzekutywy komitetu miejsko-gminnego w Choroszczy (1979–1981), a także członka prezydium miejskiej komisji kontrolno-rewizyjnej (1986–1989) w Ciechanowie. Od 1967 zasiadał w gminnych i powiatowych radach narodowych. W latach 90. był członkiem rady miejskiej Ciechanowa. Działał w organizacjach łowieckich i instytucjach samorządu zawodowego. Przewodniczył miejskim strukturom Sojuszu Lewicy Demokratycznej.
W 1993 i 1997 z ramienia SLD uzyskiwał mandat senatora z województwa ciechanowskiego. W 2001 bez powodzenia kandydował do Sejmu. Później do 2006 był mazowieckim wojewódzkim lekarzem weterynarii.
Został pochowany na cmentarzu komunalnym w Ciechanowie.

## Odznaczenia
Odznaczony m.in. Złotym Krzyżem Zasługi, Krzyżem Kawalerskim oraz Oficerskim (2003) Orderu Odrodzenia Polski.